# Carrara (Australie)
Pour les articles homonymes, voir Carrara.
Carrara est une banlieue australienne située dans la zone d'administration locale de Gold Coast au Queensland.
Carrara est établie sur la rive sud de la Nerang sur une partie de l'emplacement d'une ancienne plantation de coton, établie au début des années 1860, de la Manchester Cotton Company.
Son nom vient du mot aborigène Karara qui signifie « long plat ».
Elle est réputée en Australie pour son stade utilisé notamment pour le football australien, le rugby à XIII ou à XV et le baseball.

## Démographie
| 2006   | 2011   | 2016   | 2021   |
| ------ | ------ | ------ | ------ |
| 10 687 | 11 569 | 12 060 | 13 138 |